# Hallie Kate Eisenberg
Hallie Kate Eisenberg (nascida 2 de Agosto de 1992) é uma atriz estadunidense.

## Início da vida
Eisenberg nasceu em East Brunswick Township, Nova Jérsia, filha de Amy, que trabalhava como palhaço em festas infantis, e Barry Eisenberg, que correu um hospital e mais tarde tornou-se um professor universitário. Ela tem dois irmãos: ator Jesse Eisenberg, estrela da Rede Social e Holy Rollers e Kerri. Hallie foi nomeada após uma personagem no filme de 1991 "Tudo que eu quero para o Natal". Ela cresceu em uma família judia que se originou na Polónia e na Ucrânia.

## Carreira
Na década de 1990 e início de 2000, ela foi "a garota da Pepsi" em uma série de comerciais da Pepsi. Ela fez sua estréia no cinema no filme infantil de 1998 Paulie, no papel da dona do papagaio no título. Depois de aparecer em alguns filmes para a televisão, ela tinha peças de apoio em 1999 na The Insider e O Homem Bicentenário.
Em 2000, Eisenberg coestrelou com Minnie Driver no filme Beautiful, que recebeu em geral críticas negativas. Ela também estrelou como Helen Keller em um remake de televisão de O Milagre de Anne Sullivan.
Em 2004, atuou ao lado de Jeff Daniels e Patricia Heaton no remake de televisão The Goodbye Girl.
Em 2006, Eisenberg apareceu como Zoando na escola, a adaptação de New Line Cinema do livro de Thomas Rockwell de mesmo nome.
Em 2007, ela co-estrelou o filme independente P.J. ao lado de John Heard, Vincent Pastore e Robert Picardo.
Eisenberg fez sua estréia na Broadway na produção do Teatro Roundabout de Claire Booth Luce jogar The Women.

## Filmografia
| Ano  | Filme                        | Papel                           | Notas                                  |
| ---- | ---------------------------- | ------------------------------- | -------------------------------------- |
| 1998 | Paulie                       | Marie Alweather                 |                                        |
| 1998 | Dom de Nicolas               | Eleanor                         | Filme para televisão                   |
| 1999 | Lua zul                      | Josie Medieros                  | Filme para televisão                   |
| 1999 | Swing Vote                   | Desconhecido                    | Filme para televisão                   |
| 1999 | A Little Inside              | Abby Mills                      |                                        |
| 1999 | The Insider                  | Barbara Wigand                  |                                        |
| 1999 | O Homem Bicentenário         | Jovem Little Miss Amanda Martin |                                        |
| 2000 | Get Real                     | Alexa                           | Série de televisão (episódio "Espera") |
| 2000 | Beautiful                    | Vanessa                         |                                        |
| 2000 | O Milagre de Anne Sullivan   | Helen Keller                    | Filme para televisão                   |
| 2002 | Estágio na tela: as mulheres | Pequena Mary                    | Filme para televisão                   |
| 2004 | The Goodbye Girl             | Lucy McFadden                   | Filme para televisão                   |
| 2006 | Jesus, Maria e Joey          | Melissa                         |                                        |
| 2006 | Zoando na escola             | Erika                           |                                        |
| 2008 | P.J                          | Pauline                         |                                        |
| 2008 | Garota Mimada                | Ruthie                          |                                        |
| 2010 | Holy Rollers                 | Ruth Gold                       |                                        |

## Ligações Externas
- Hallie Eisenberg. no IMDb.
- «Hallie Kate Eisenberg» (em inglês). no Filmbug